# Nikołaj Todorow
Nikołaj Todorow Todorow, bułg. Николай Тодоров Тодоров (ur. 21 czerwca 1921 w Warnie, zm. 27 sierpnia 2003 w Sofii) – bułgarski polityk, historyk i nauczyciel akademicki, działacz komunistyczny, w 1990 pełniący obowiązki prezydenta Bułgarii, w latach 1990–1991 przewodniczący parlamentu.

## Życiorys
W trakcie II wojny światowej czasowo więziony, poznał wówczas działacza komunistycznego Trajcza Kostowa, straconego w 1949 po procesie pokazowym. W 1947 ukończył studia z medycyny, a w 1950 z historii na Uniwersytecie Sofijskim im. św. Klemensa z Ochrydy. Pracował jako badacz w instytucie historii Bułgarskiej Akademii Nauk, a także w instytucie slawistyki Akademii Nauk ZSRR. W 1957 uzyskał stopień kandydata nauk historycznych, po czym podjął zatrudnienie na macierzystej uczelni, gdzie wykładał historię narodów bałkańskich. W 1970 doktoryzował się w Moskwie. Objął stanowisko profesorskie. W 1964 założył instytut bałkanistyki przy Bułgarskiej Akademii Nauk, którym kierował przez 25 lat. Był członkiem prezydium bułgarskiego towarzystwa historycznego (1966–1970) oraz wiceprezesem Bułgarskiej Akademii Nauk (1983–1988). W 1974 otrzymał godność członka korespondenta tej instytucji, a w 1979 został członkiem zwyczajnym. W 1982 został członkiem zagranicznym Akademii Nauk ZSRR.
W latach 1970–1972 był dyrektorem instytutu polityki zagranicznej przy bułgarskim MSZ. W latach 1977–1987 zasiadał w prezydium Frontu Ojczyźnianego, kontrolowanego przez komunistów zrzeszenia koncesjonowanych organizacji. Sam również należał do Bułgarskiej Partii Komunistycznej, w latach 80. dwukrotnie kandydował do jej komitetu centralnego. W latach 1974–1979 był prezesem współtworzonego przez siebie przy wsparciu UNESCO międzynarodowego stowarzyszenia na rzecz studiów poświęconych Europie Południowo-Wschodniej (AIESEE). Zasiadał w Radzie Wykonawczej UNESCO (1972–1976), pełnił funkcję przewodniczącego Konferencji Generalnej tej organizacji (1985–1986). W 1987 bez powodzenia ubiegał się o stanowisko jej sekretarza generalnego. Pod koniec lat 70. objął urząd ambasadora Bułgarii w Grecji, sprawując go do 1983.
W okresie przemian politycznych w 1990 wybrany do stanowiącego konstytuantę Zgromadzenia Narodowego, po czym powołany na przewodniczącego tego gremium, którym kierował do 1991. Z urzędu od 17 lipca 1990 do czasu zaprzysiężenia 1 sierpnia tegoż roku Żelu Żelewa wykonywał obowiązki prezydenta Bułgarii.
Był żonaty, miał troje dzieci, w tym historyk Mariję Todorową. W 2002 odznaczono go Orderem Stara Płanina.